# Алекс Веля
Александру Йонуц Веля (рум. Alexandru Ionuț Velea; нар. 13 травня 1984), професійно відомий як Алекс Веля, — румунський співак, телезірка та композитор поп-музики та манеле, переможець конкурсу «Фабрика зірок». У 2018 році, з серпня по грудень, Алекс Веля був співведучим шоу «Acces direct» разом із Сімоною Герге.

## Біографія
Народився 13 травня 1984 року в Крайові, Румунія. Почав співати у 9 років, а в 11 років став учнем у Палаці дітей. У 16 років почав вивчати класичний спів протягом 4 років. Має ромське походження. 
Після перемоги в конкурсному шоу «Фабрика зірок» наприкінці 2003 року та участі у «Великому браті», Алекс співпрацював з Анною Леско над піснею зі спеціального видання її альбому «Pentru tine». Після цього вона випустила другий сольний альбом Confidential після співпраці з Андою Адам. Пісня під назвою «Ce ți-aș face (Selecta)» мала великий успіх у Румунії, її часто крутили на музичних станціях. Його дебютний альбом під назвою Yamasha вийшов восени 2006 року, і Алекс прокоментував : «Ці пісні розкривають мене публіці... Це я... Я намагався вкласти думки, почуття, переживання в ноти... «Ямаша» уособлює мене». Для цього альбому Алекс співпрацював зі Смайлі, Пуєю, Маріусом Могою, Connect-R, Маттео та Доном Бакстером. З альбому було рекламовано чотири пісні: «Yamasha», «Dragoste la prima vedeta» (feat. Connect-R), «Când sunt cu tine» (feat. Mandinga) і «Doamna mea». «Yamasha» приніс йому звання «Найкраще шоу», «Найкращий чоловік» та «Найкращий новий артист» на церемонії вручення премії Romanian Music Awards.
У 2009 році Алекс випустив пісні «Doar ea» та «Secret». Також у 2009 році Алекс приєднався до продюсерської команди Radio Killer під псевдонімом Crocodealer. Того ж року Алекс дебютував на великому екрані, у фільмі «Простий фільм», де зіграв негативну роль.
Також випустив хіт 2010 року «Don't say it's over» («Не кажи, що все закінчилося»), музичний кліп якого мав хореографію, що спричинила найбільший флешмоб у Румунії. Це відбулося на площі Конституції в Бухаресті в червні 2010 року.
У 2011 році взяв участь у зйомках фільму «Хрещений батько», зігравши роль «Spânu».
У вересні 2011 року Алекс випустив пісню «Whisper». На початку квітня 2012 року Алекс випустив пісню «Când noaptea vine», яка була добре сприйнята публікою. У червні 2012 року на сцені церемонії вручення премії Romanian Music Awards випустив новий хіт «Minim doi». Пісня за кілька днів зібрала мільйони переглядів на YouTube. Алекс також випустив музичний кліп на пісню, знятий у бухарестському районі Ферентарь. Того ж року у червні  отримав нагороду за «Найкращий поп» на церемонії вручення премії Romanian Music Awards.
У 2013 році він випустив пісні «E Marfă Tare» та наступну пісню у співпраці з Pacha Man «Aia E».
У 2019 році Алекс Веля разом з Ліно Голденом, Маріо Фрешем та Рашидом заснували гурт Golden Gang, з яким того ж року випустили свій перший альбом «10 з 10».

## Дискографія

### Студійні альбоми
- Yamasha (2006)

### Пісні
- „Yamasha” (2006)
- „Dragoste la prima vedere” (feat. Connect-R) (2006)
- „Când sunt cu tine” (feat. Mandinga) (2006)
- „Dacă dragostea dispare” (feat. Connect-R) (2007)
- „Doamna mea” (2008)
- Jurnalul unei fete (2008)
- Perfect (2008)
- Îți mulțumesc (2008)
- „Doar ea” (2009)
- „Secret” (2009) (feat. Puya)
- „Don't Say It's Over” (2010)
- „One Shot” (2010)
- „Whisper” (2011)
- „Când noaptea vine” (2012)
- „Minim doi” (2012)
- "Fantezii" (feat. Cabron) (2013)
- ”E marfă tare” (2013)
- "Din vina ta" (2014)
- "Defectul tău sunt eu" (2014)
- "Tiki Taka" (2015)
- "Partea a doua (Din vina ta)" feat. Rashid (2015)
- "Ziua Mea" (2016)
- "Degeaba" (2016)
- "Dulce împăcare" (2016)
- Arde-mă baby (Alex Velea & Jador) (2020)

### У співпраці
- "Nu mai am timp" (Anna Lesko) (2003)
- "Calul bălan" (Nicu Alifantis & Zan) (2005)
- "Ce ți-aș face (Selecta)" (Anda Adam) (2005)
- "Mai vrei" (La Familia feat. CIA) (2006)
- "Around the world" (Deepside Deejays feat. Grasu XXL) (2009)
- "Turnin'" (Grasu XXL) (2009)
- "Sus pe bar (DJ Grass Remix)" (Puya) (2010)
- "Convict" (Simplu) (2011)
- "You Give Me Love" (Ștefan Stan) (2011)
- "Maidanez" (Puya feat. Doddy, Posset & Mahia Beldo) (2012)
- Praf (Puya) (2013)
- "Aia e" (Pacha Man) (2013)
- "Alerg" (Rashid feat. Cabron) (2014)
- "Am rămas cu gândul la tine" (Mario Fresh) (2014)
- ”Hey Ma!” (Claydee feat. Alex Velea) (2014)
- "Suleyman (Boier Bibescu Remix)" (Jon Băiat Bun feat. Ruby & Rashid) (2014)
- "Izabela PART 2" (Golden Boy Society) (2015)
- "Antonio Banderas" (Lino) (2015)
- "Băiat Rău" (Jon Băiat Bun) (2015)
- "Băiat Bun" (Jon Băiat Bun feat. Don Baxter) (2015)
- "N-am Timp" (Karie feat. Puya) (2015)
- "Stare de show" (Boier Bibescu, Puya, John Băiat Bun, Rashid) (2015)
- "Iubirea mea" (Antonia) (2017)
- ”Bună Rău” (Lino Golden) (2017)
- ”Seara Ca În Jamaica” (Rashid feat. Alex Velea, Matteo & Shift) (2017)
- A Meritat (Rashid feat. Alex Velea, Byga & Foreign Boys) (2018)
- Dau Moda (Jador & Lino Golden) (2020)
- Dau În Ei Ca-n Aparate (Dani Mocanu) (2023)

## Зовнішні посилання
- Офіційний веб-сайт Алекса. [Архівовано 2009-03-15 у Wayback Machine.]
- Алекс Веля у соцмережі «Facebook»
- Канал Алекс Веля на YouTube
- Алекс Веля  у соцмережі «Instagram»
- Алекс Велеа на hahahaproduction.com. [Архівовано 2015-10-23 у Wayback Machine.]